# Сан Ђовани-Перука (Кунео)
Сан Ђовани-Перука је насеље у Италији у округу Кунео, региону Пијемонт.
Према процени из 2011. у насељу је живело 251 становника. Насеље се налази на надморској висини од 390 м.